# Cynomops abrasus
El moloso rojizo o  murciélago de cola libre (Cynomops abrasus) es una especie de murciélago de Suramérica. Su hábitat abarca zonas de Argentina, Bolivia, Brasil, Colombia, Guyana francesa, Guyana, Perú, Paraguay, Surinam y Venezuela.